# Caleta Aguilera
Die Caleta Aguilera (spanisch; in Chile Caleta Suazo) ist eine 1,1 km breite und ebenso lange Bucht am Westufer des Mackellar Inlet in der Admiralty Bay von King George Island im Archipel der Südlichen Shetlandinseln. Sie liegt südwestlich der Caleta Aldea. Ihre Einfahrt wird südlich durch den Crépin Point begrenzt.
Die Besatzung der Bahía Aguirre benannte sie im Zuge einer von 1973 bis 1974 durchgeführten argentinischen Antarktisexpedition. Namensgeber ist José Antonio Olmos de Aguilera (1775–1831), politischer Repräsentant der Provinz Catamarca in der Junta Grande der Vereinigten Provinzen des Río de la Plata im Jahr 1810. Namensgeber der chilenischen Benennung ist Fregattenkapitän Roberto Suazo Francis, Kommandant der Piloto Pardo zur Rettung der Passagiere des 1979 vor der Wiencke-Insel auf Grund gelaufenen Touristenschiffs Lindblad Explorer.